# كيتي تشيذام
كيتي تشيذام (بالإنجليزية: Catharine Smiley Cheatham)‏ هي مغنية أمريكية، ولدت في 1864 في ناشفيل في الولايات المتحدة، وتوفيت في 5 يناير 1946 في غرينيتش في الولايات المتحدة.